# 格尔德·斯雷茨基
格尔德·斯雷茨基（德語：Gerd Sredzki，20世纪—），德国男子赛艇运动员。他曾代表东德参加世界赛艇锦标赛，获得二枚金牌。

## 家庭
妻子安德烈娅·库尔特。